# Gizor Dellso
Gizor Dellso es un personaje de la saga de Star Wars que aparece en el videojuego Star Wars: Battlefront II.
Geonosiano separatista, que con la ayuda de otros geonosianos y separatistas, encontró una fábrica droide oculta en el planeta Mustafar durante los tiempos del Imperio Galáctico.
Su plan era el de crear un nuevo ejército droide y una nueva Confederación Separatista para rebelarse contra el Imperio. Pero su proyecto fue descubierto, y entonces la Legión 501 asesinó a Dellso, sus colegas separatistas, sus guardias geonosianos y destruyó el nuevo ejército droide y la fábrica entera. Con esto quedó olvidada la idea de una segunda rebelión droide.
- Datos: Q5397806